# إيمار أوروز
إيمار أوروز (بالإسبانية: Aimar Oroz Huarte)‏ هو لاعب كرة قدم إسباني في مركزي مهاجم داخلي، ولد في 27 نوفمبر 2001 في بنبلونة في إسبانيا. لعب مع أوساسونا ب وأوساسونا.

## وصلات خارجية
- إيمار أوروز على موقع الاتحاد الأوربي (الإنجليزية)
- إيمار أوروز على موقع قاعدة بيانات كرة القدم.إي يو (الإنجليزية)
- إيمار أوروز على موقع Soccerway.com (الإنجليزية)